# Parque de Hong Kong
El Parque de Hong Kong es un parque situado al lado de Cotton Tree Drive en Central, Hong Kong, China. Se construyó con un coste de HK$ 398 millones y abrió en mayo de 1991. Ocupa una superficie de 80 000 m² y es un ejemplo de diseño e instalaciones modernas mezcladas con un paisaje natural.

## Historia

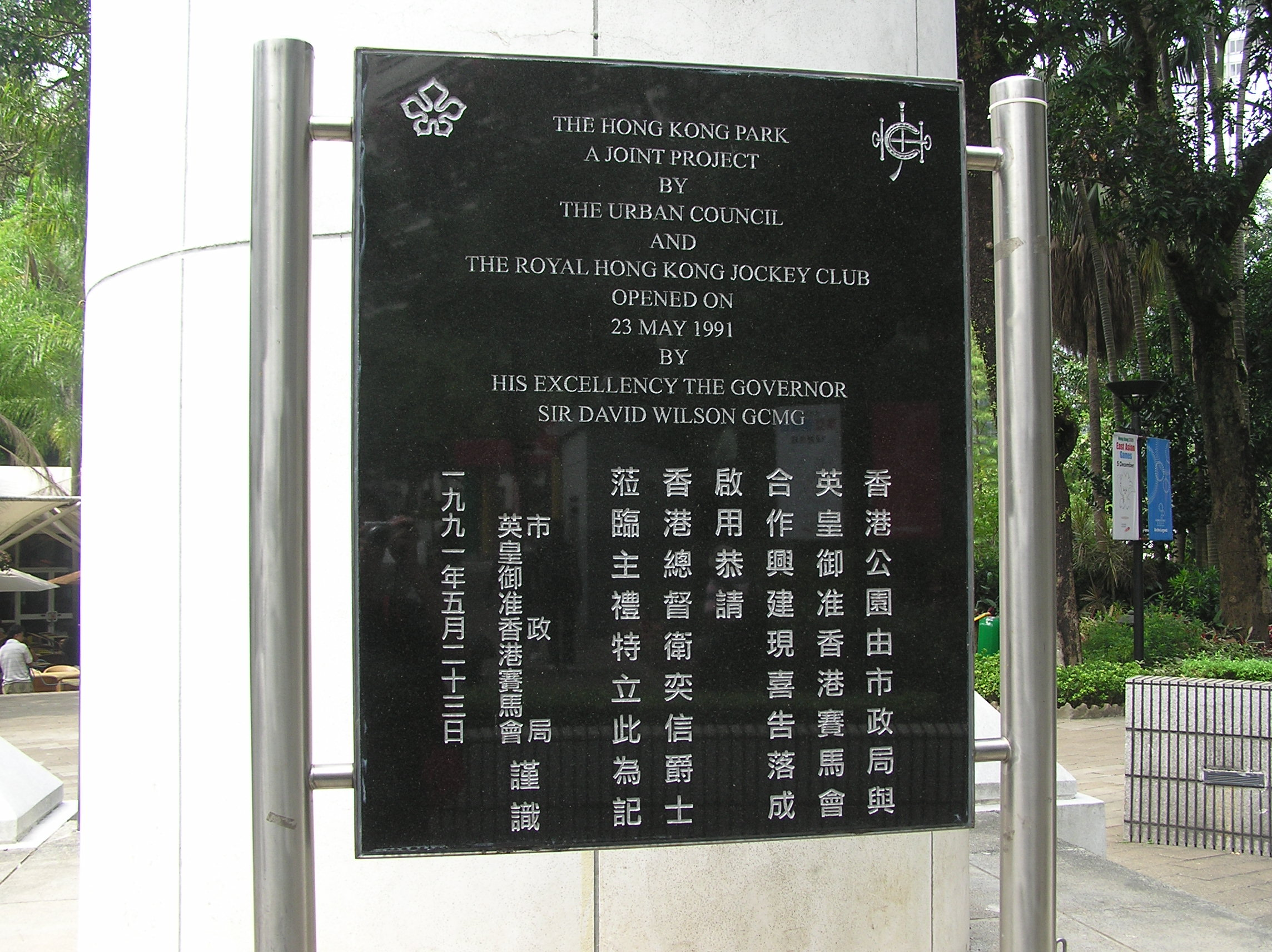
La placa conmemorativa del parque

Parte del lugar que ocupa el parque se conocía como Cantonment Hill en 1841, a comienzos de la etapa colonial. Esta zona corresponde a la parte superior de las antiguas Victoria Barracks, construidas entre 1867 y 1910, que fueron entregadas al gobierno en 1979. La Escuela de Secundaria Glenealy ocupó parte de la zona hasta 1988. Después de que la escuela desocupara la zona, se construyó el parque actual. El Parque de Hong Kong fue abierto oficialmente el 23 de mayo de 1991 por Sir David Wilson, Gobernador de Hong Kong. Tiene una superficie de ocho hectáreas y es un ejemplo destacado de diseño e instalaciones modernas mezcladas con el paisaje natural.
La construcción del parque fue un proyecto conjunto del Consejo Urbano (disuelto en 1999) y el Royal Hong Kong Jockey Club (renombrado Hong Kong Jockey Club en 1996).

## Edificios históricos
- Flagstaff House (1846), que desde 1984 contiene el Museo del Té de Flagstaff House.

También se conservaron en el parque varios edificios históricos de las antiguas Victoria Barracks, incluidos:
- Cassels Block (comienzos del siglo XX), antiguo barracón para los oficiales británicos casados. Contiene el Centro de Artes Visuales de Hong Kong desde 1992.
- Rawlinson House (comienzos del siglo XX), antigua residencia del General Adjunto Británico, convertida en la década de 1980 en el Registro de Matrimonios de Cotton Tree Drive y la Oficina del Parque.
- Wavell House (comienzos del siglo XX), antiguas habitaciones de los oficiales británicos casados, convertida en 1991 en el centro de apoyo del aviario (Centro Educativo).

Estos edificios están catalogados como Edificios Históricos de Clase II.
Se puede llegar fácilmente al parque caminando a través de Pacific Place y las escaleras mecánicas que hay cerca de él.

## Instalaciones

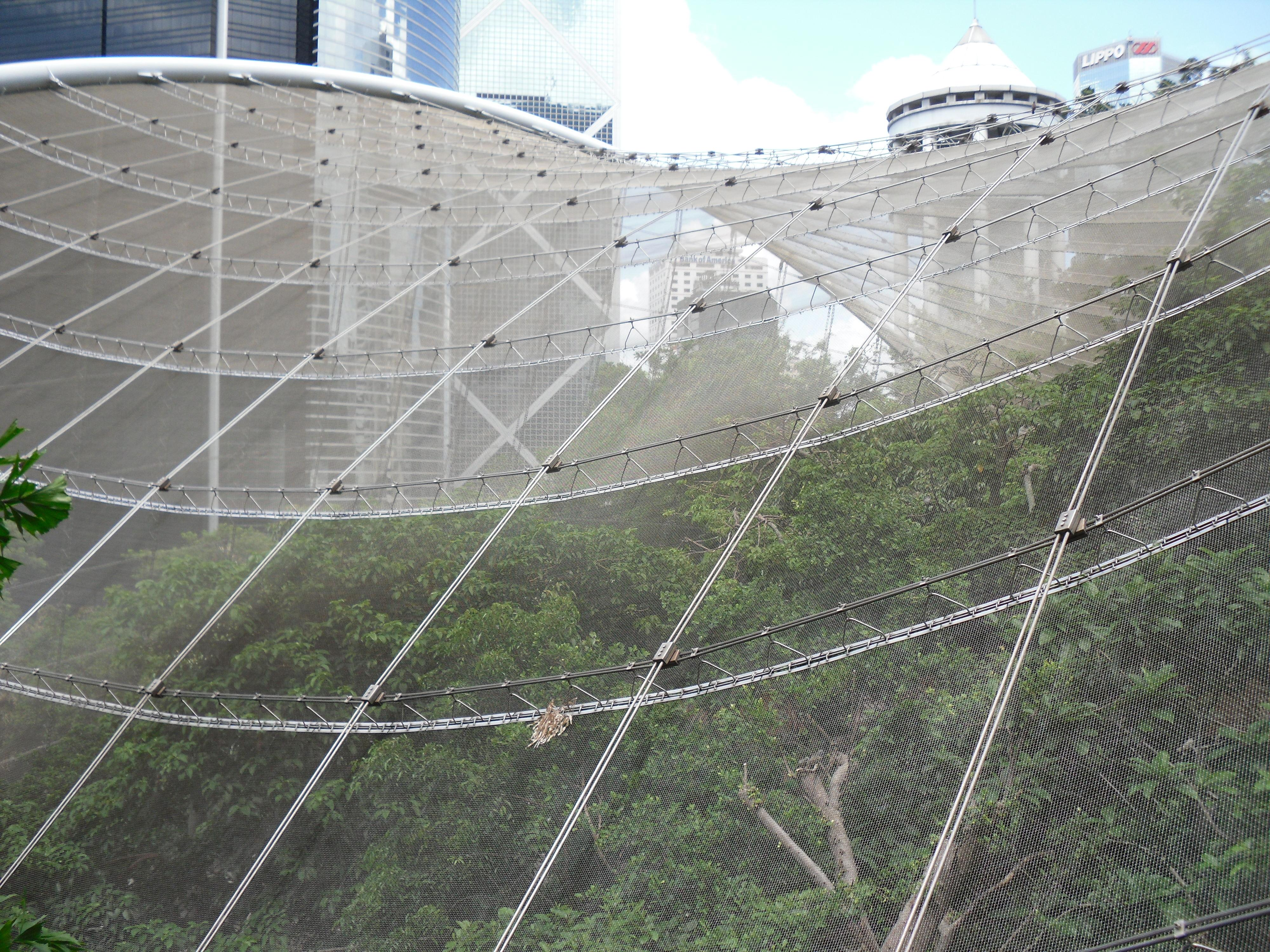
Malla del Aviario de Hong Kong.

El Parque de Hong Kong captura el paisaje natural en medio del ajetreado distrito financiero y proporciona un entorno relajante. Su principal atracción es el Aviario Edward Youde, que es el aviario más grande de Hong Kong. Vantage Point es un gran lugar para ver las "exhibiciones de aves". Además, dentro del Parque de Hong Kong hay un invernadero (Forsgate Conservatory) en el que se celebran "exposiciones de plantas" temporales, como la "Exposición de las Orquídeas". También hay muchos jardines modernos, incluidos Garden Plaza y Tai Chi Garden. Para satisfacer a los amantes del deporte, también se construyó un centro deportivo y unas pistas de squash.

## Premios
- El diseño del parque ganó el Premio de Honor de Diseño Urbano (1998) de la Sección de Hong Kong del Instituto Americano de Arquitectos.[2][3]
- El parque fue elegido como uno de los diez mejores edificios de la década de 1990 por una revista de edificios en marzo de 2000.[4]

## Galería de imágenes

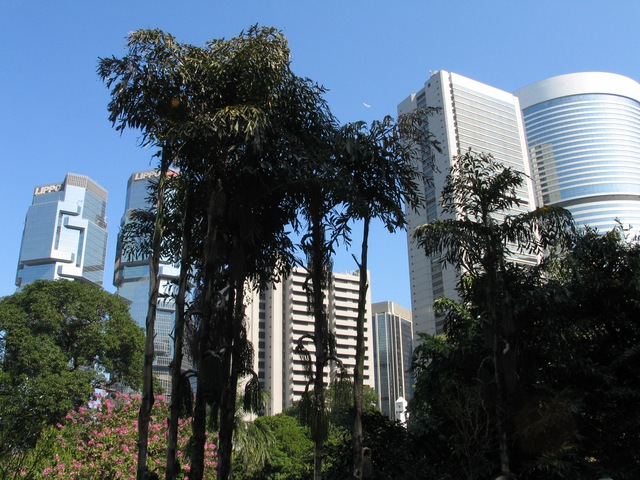
El Parque de Hong Kong está rodeado por rascacielos del distrito financiero
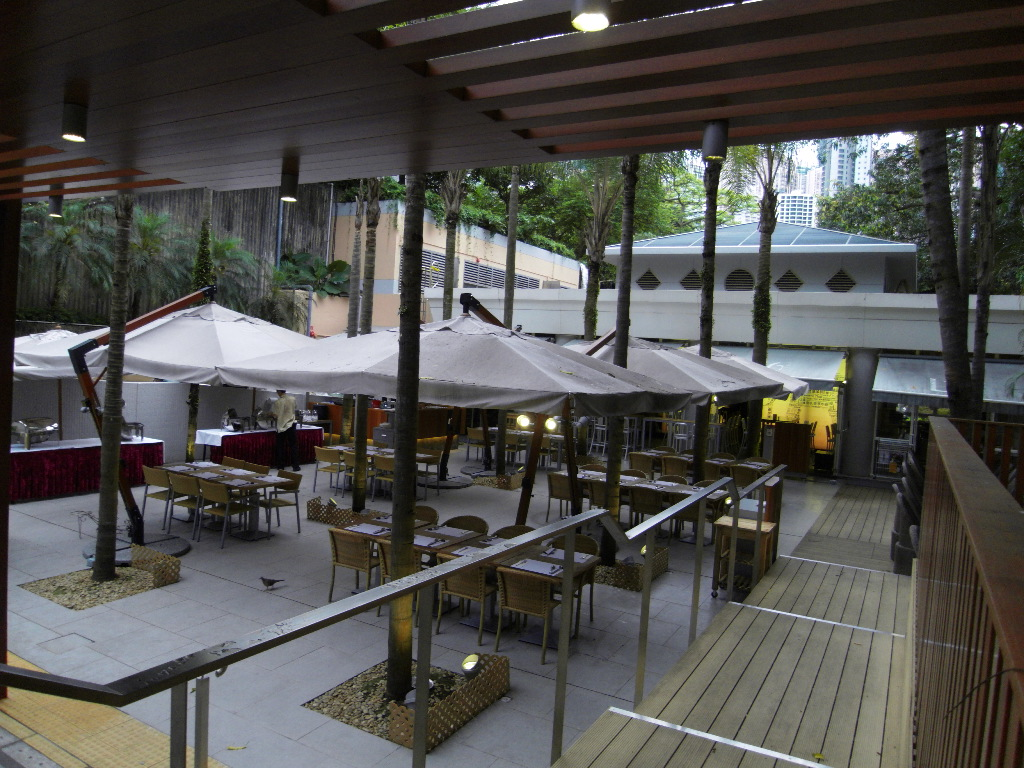
L16 Cafe & Bar en el Parque de Hong Kong
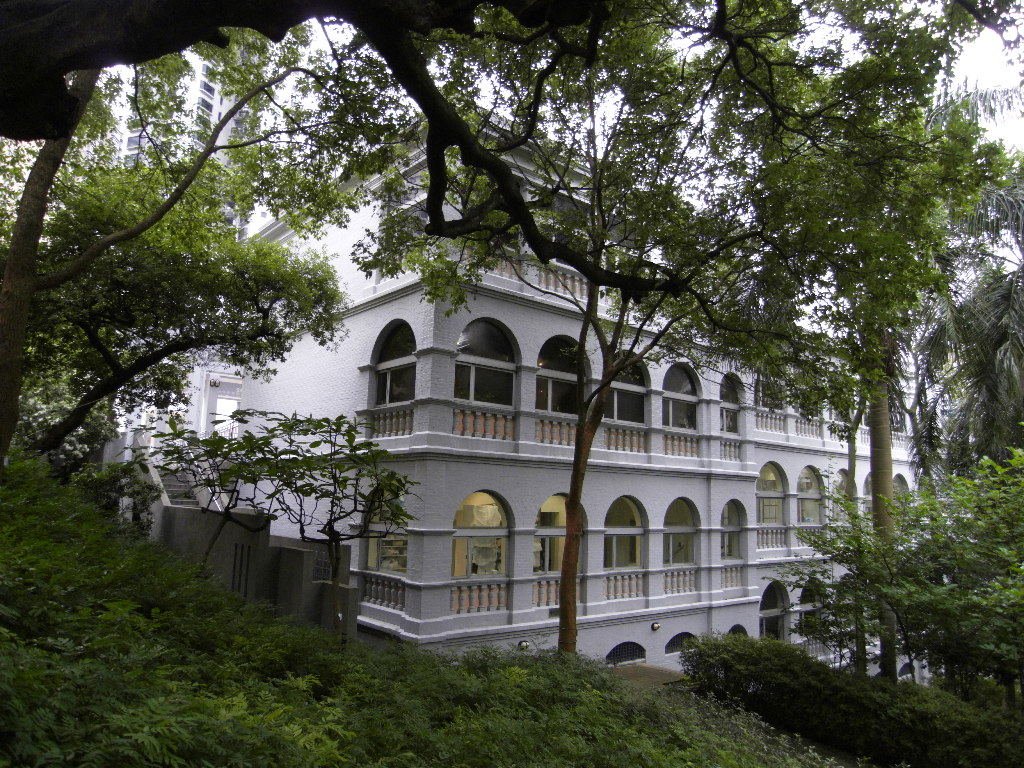
El Centro de Artes Visuales de Hong Kong
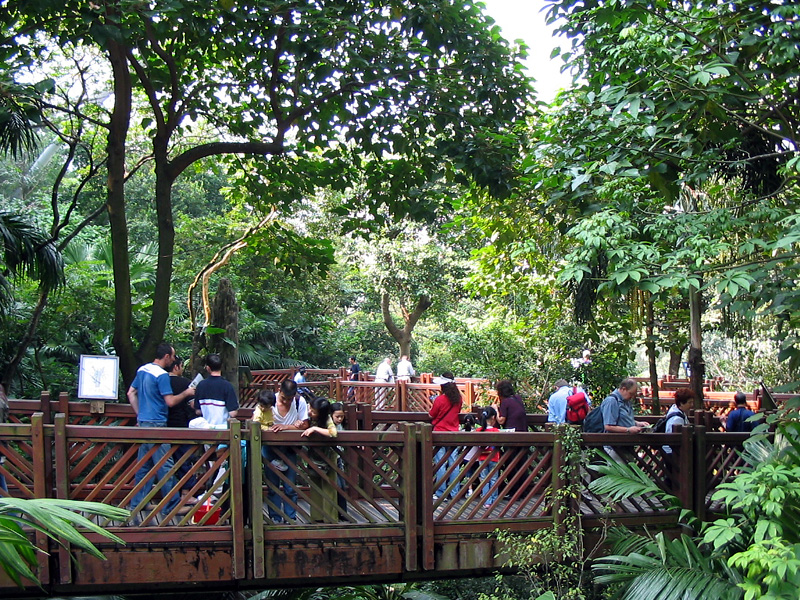
Dentro de un aviario en el Parque de Hong Kong
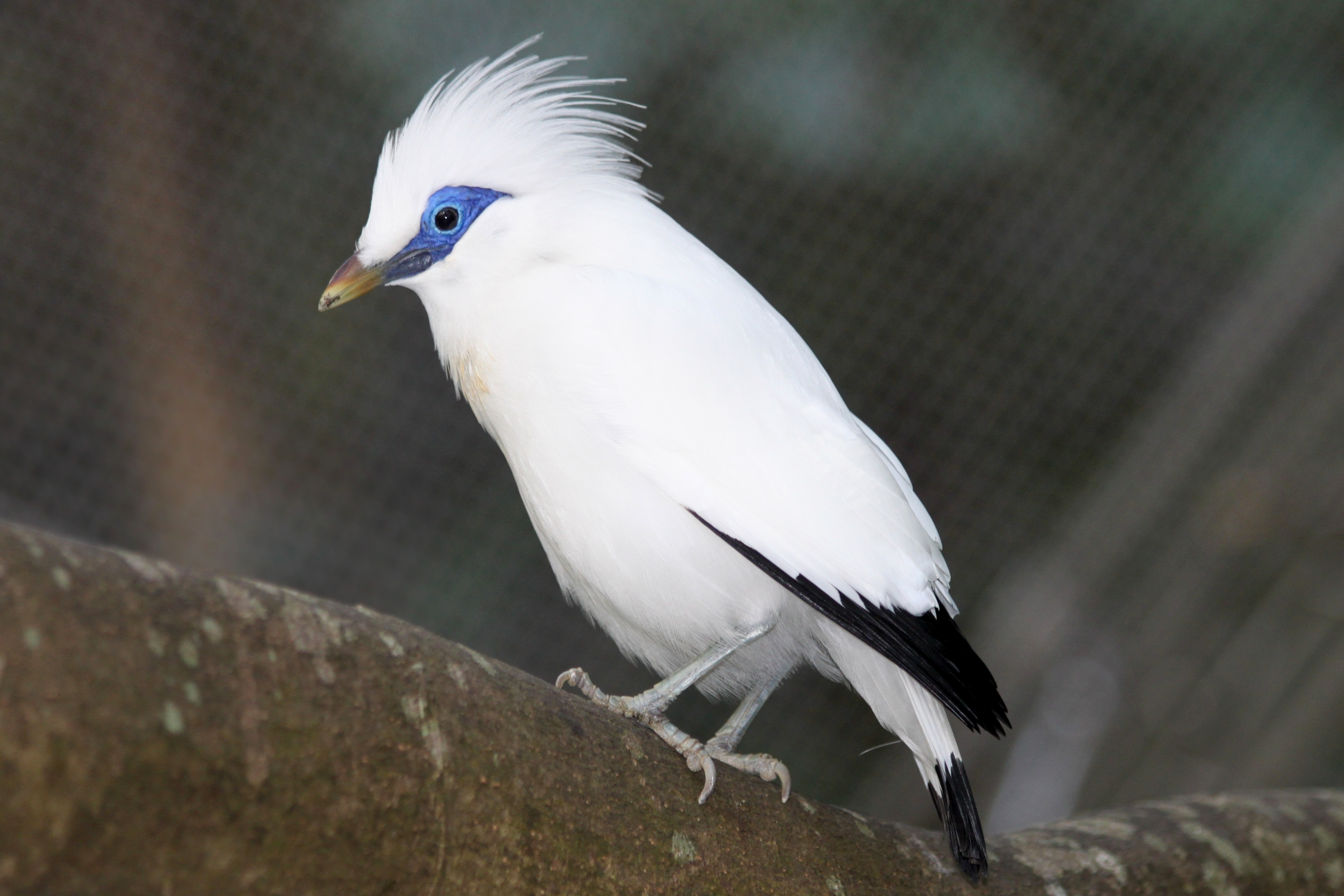
Bali Starling en el aviario del Parque de Hong Kong
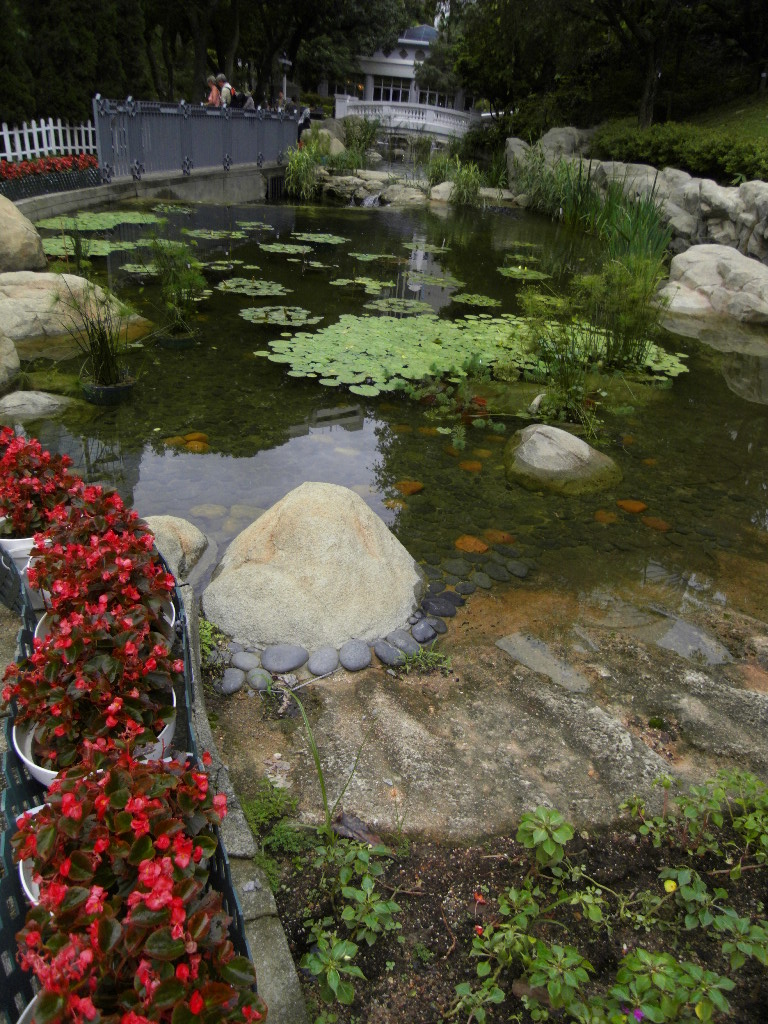
Un lago artificial en el Parque de Hong Kong
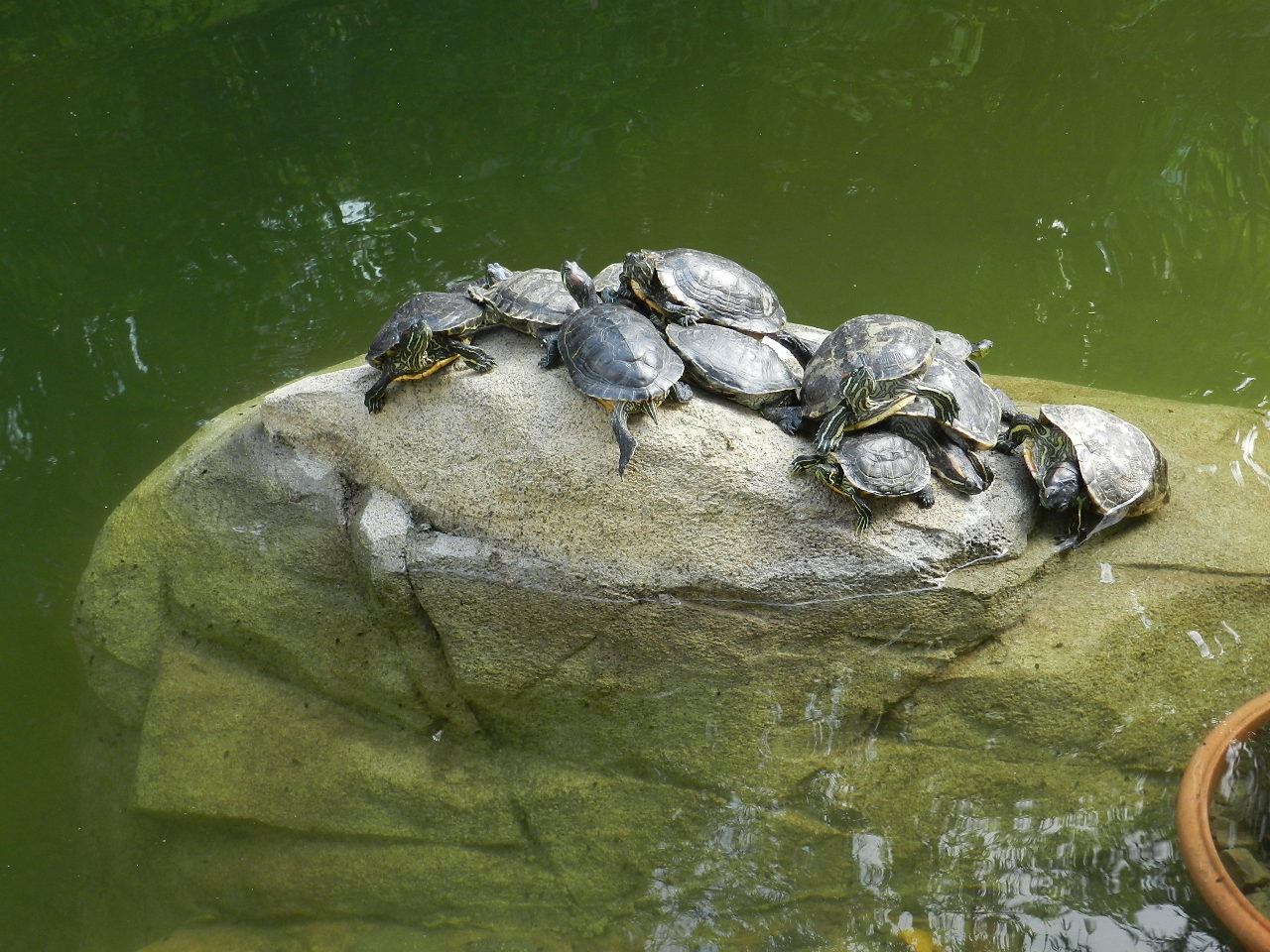
Tortugas en el Parque de Hong Kong
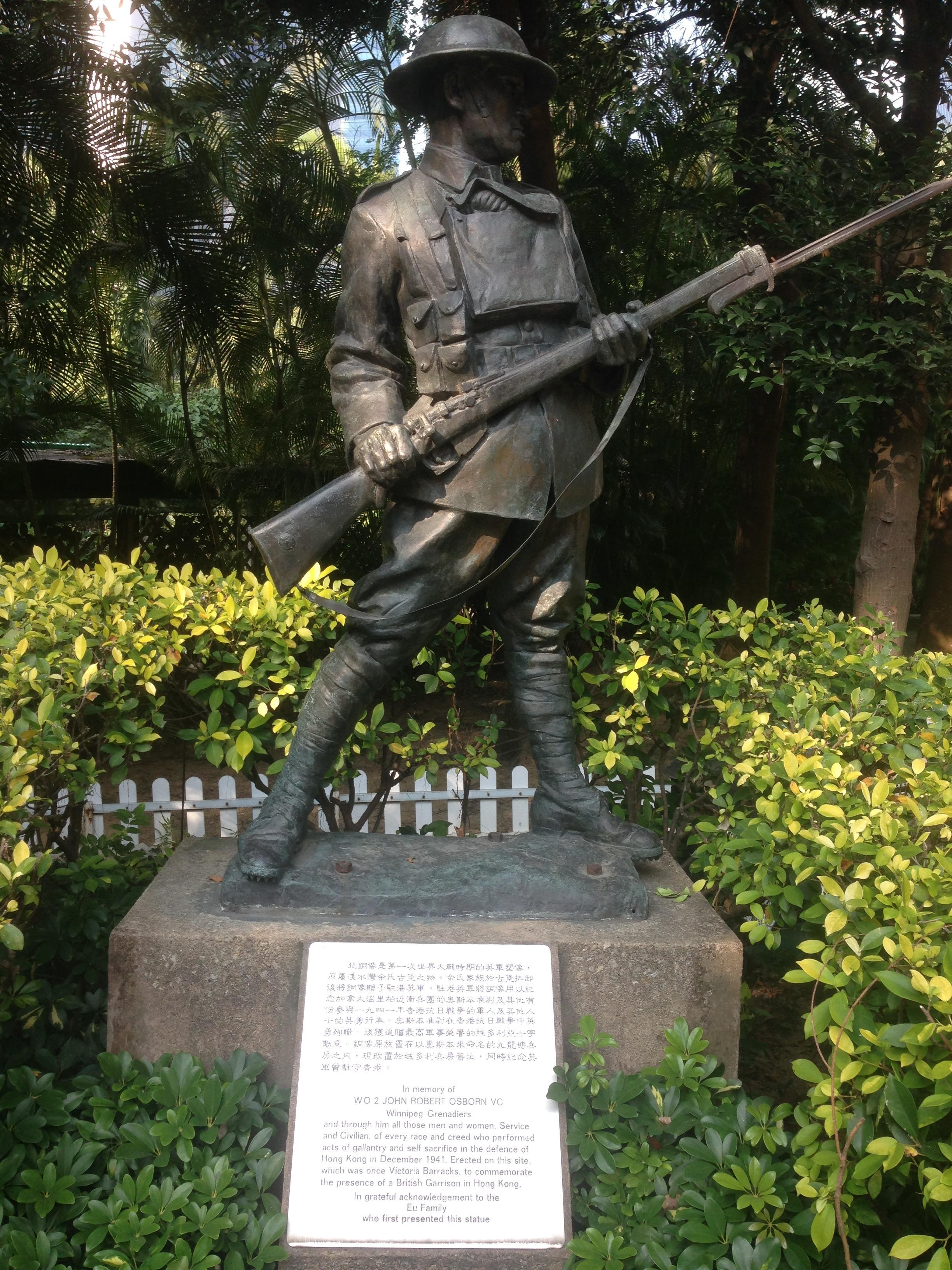
Estatua de John Robert Osborn, dedicada a los Winnipeg Grenadiers y otros defensores de Hong Kong en diciembre de 1941